# Salampasu (langue)
Pour les articles homonymes, voir Salampasu.
Le salampasu (luntu) est une langue bantoue de la République démocratique du Congo.  En 2020, le nombre de locuteurs était estimé à 60 000.
Maho[Qui ?] (2009) considère la variété luntu comme une langue distincte.